# مکرتیچ نرسیسیان
مکرتیچ نرسیسیان (ارمنی: Մկրտիչ Գեղամի Ներսիսյան؛ زادهٔ ۲۵ نوامبر ۱۹۱۰ - ۲۸ ژانویهٔ ۱۹۹۹) تاریخ‌نگار و سیاست‌مدار اهل ارمنستان بود که ریاست دانشگاه دولتی ایروان را برعهده داشت.

## زندگی‌نامه
وی در ۲۵ نوامبر ۱۹۱۰ ‏در پارپی، فرمانداری ایروان به دنیا آمد و از دانشگاه دولتی ایروان فارغ‌التحصیل شد. وی برنده جوایزی همچون مدال موسس خورناتسی (۱۹۹۵)، نشان پرچم سرخ کار (۱۹۵۳)، نشان دوستی خلق (۱۹۸۰)، نشان لنین (۱۹۷۰) و نشان جنگ میهنی درجه دو است. وی در ۲۸ ژانویهٔ ۱۹۹۹ در سن ۸۸ سالگی در ایروان درگذشت.

## نگارخانه

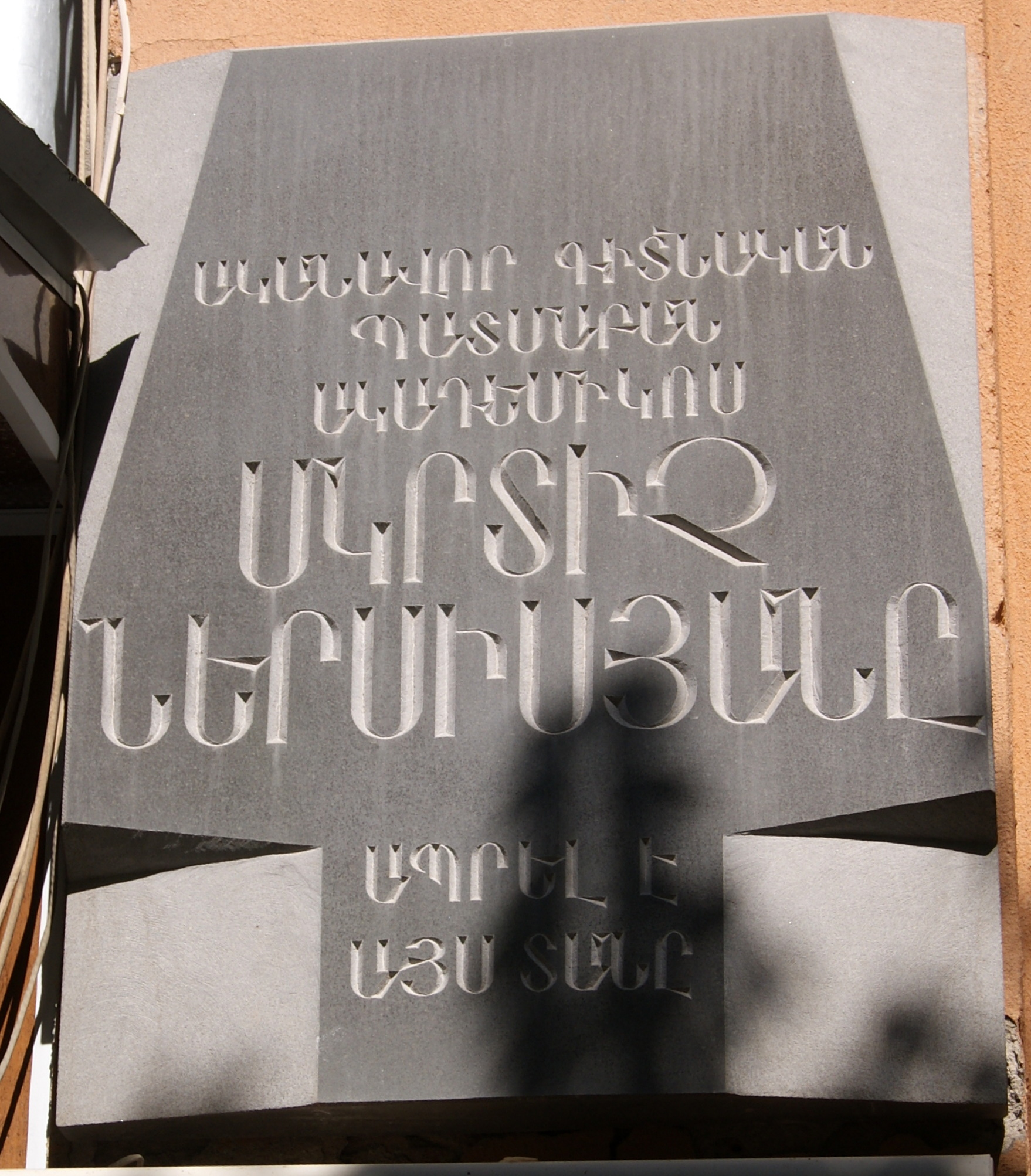
پلاک مکرتیچ نرسیسیان